# エドワード・ライト

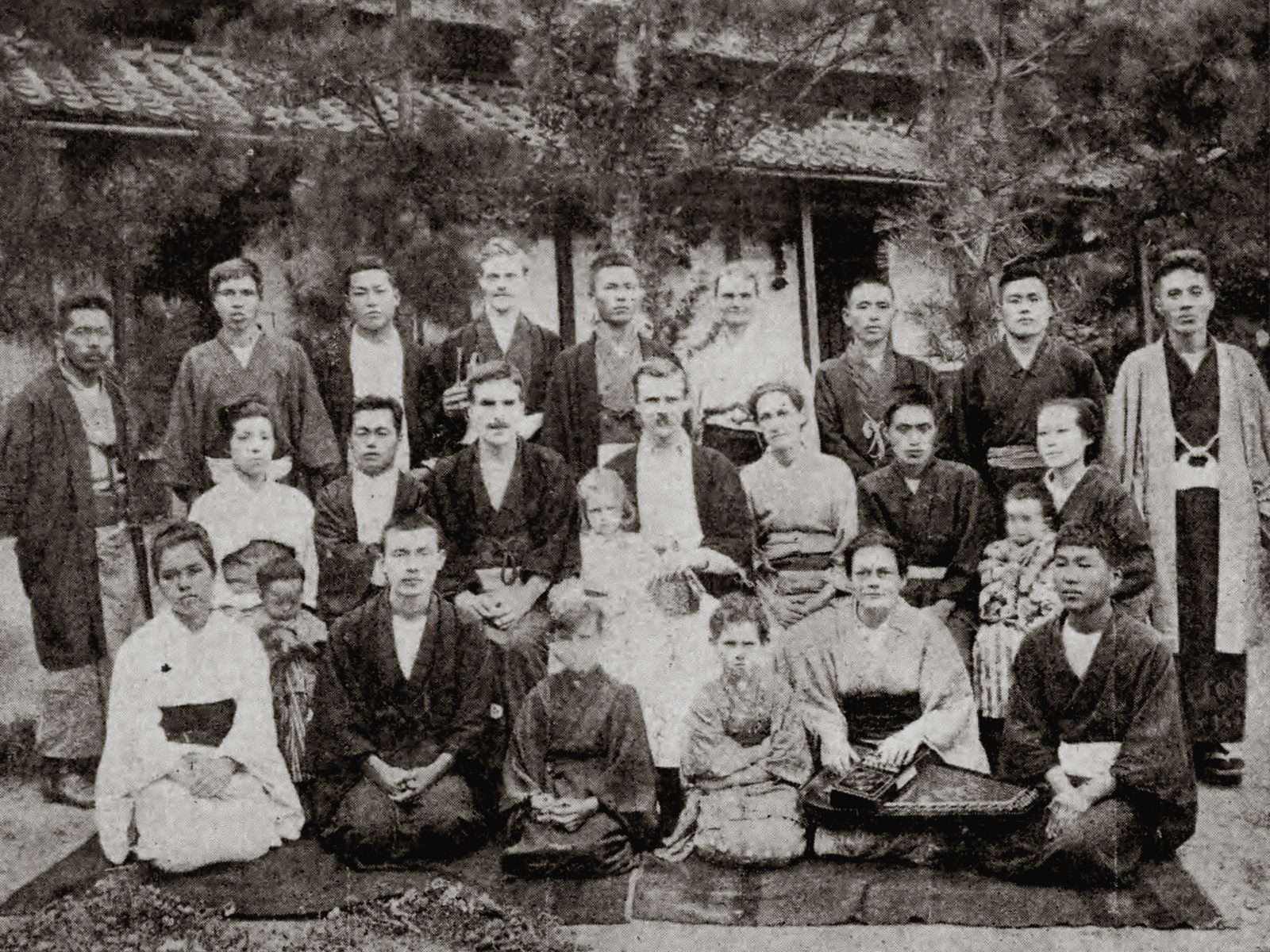
日本救世軍初期メンバー（1896年、中列中央がエドワード・ライト、前列左から2人目が山室軍平）

エドワード・ライト（Edward Wright、1862年 - 1932年）は、救世軍の大佐であり、初代日本救世軍司令官である。

## 略歴

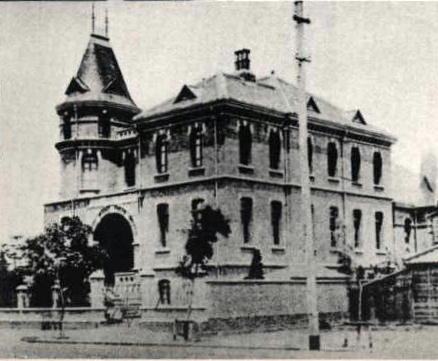
救世軍の宣戦式が行われた東京基督教青年会館（神田美土代町）

1862年にイギリス・チェシャー州に生まれ、救世軍に入隊する。1874年に救世軍の副官としてニュージーランド、オーストラリアのクイーンズランドで開戦する。一時、イギリスに呼び戻され、救世軍農場を管理する。
1895年にウィリアム・ブース大将が日本開戦を計画した時志願する。同年9月4日に男女14名の一団を率いて来日し、同月22日に東京基督教青年会館で宣戦式を行った。東京府京橋区新富町に本営を置き、10月には金六町（現・中央区新橋）に小隊を設けた。そして『救世軍の歌』を編纂し、『ときのこゑ』を発刊した（11月）。のちに日本人初の救世軍士官となる山室軍平が入隊したのはこの頃である。
1896年1月には横浜に、3月に新富町に東京第2小隊、5月に八王子、9月には岡山に小隊を設けた。
しかし、妻が重病になり、ライト自身も健康を害したので、万国本営の命令で1899年10月3日に離日し、イギリスに帰国した。帰国後はニューキャッスル師団長に任命された。
1932年に米国ニュージャージー州で死去。